# غوستافو أييس
غوستافو أييس (بالإسبانية: Gustavo Alles) (9 أبريل 1989 بمونتفيدو في الأوروغواي - ) هو لاعب كرة قدم أوروغواني في مركز الهجوم. لعب مع أضنة دمير سبور وديفينسور سبورتينغ ونادي راسينغ مونتيفيديو ونادي رينتيستاس ونادي ليفربول (مونتفيدو) وأتليتيكو بروغريسو ‏.

## وصلات خارجية
- غوستافو أييس على موقع اتحاد تركيا (لاعب) (الإنجليزية)
- غوستافو أييس على موقع قاعدة بيانات كرة القدم.إي يو (الإنجليزية)
- غوستافو أييس على موقع Soccerway.com (الإنجليزية)